# Ebenezer Scrooge

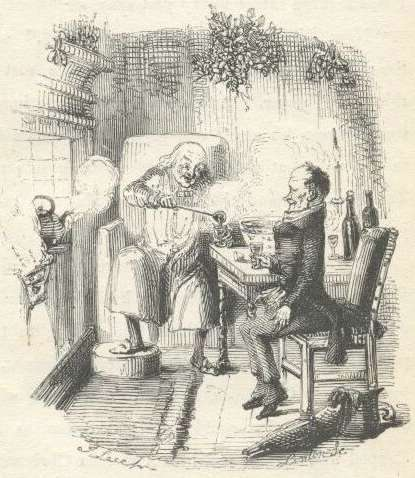
Scrooge e Bob Cratchit illustrati da John Leech nel 1843

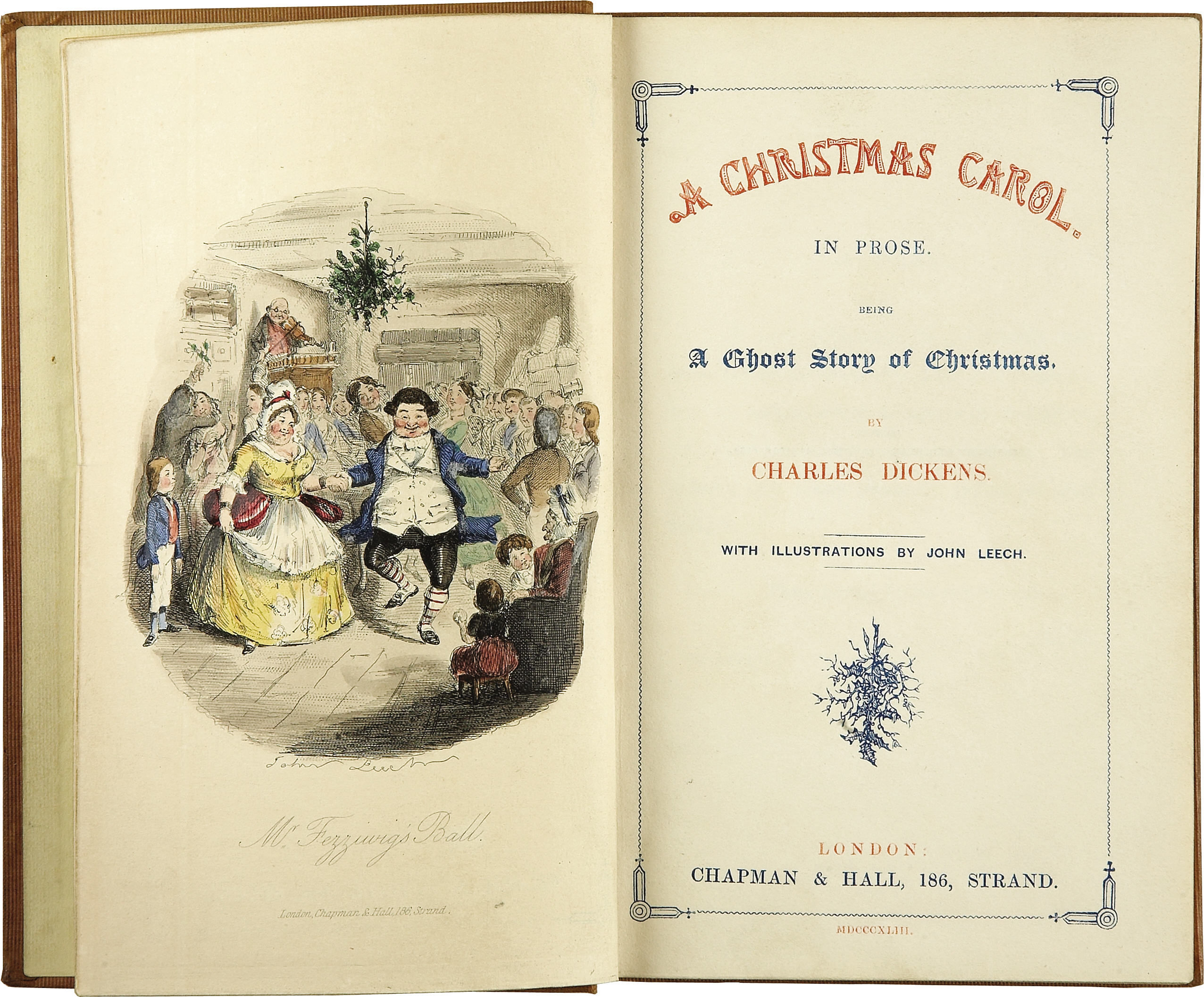
Il frontespizio della prima edizione del Canto di Natale del 1843

Ebenezer Scrooge è un personaggio immaginario, protagonista del racconto Canto di Natale, scritto da Charles Dickens nel 1843.
È il più importante della serie dei Libri di Natale (The Christmas Books), una collezione di racconti che include oltre al Canto (1843), Campane a Festa (The Chimes, 1845), L'uomo visitato dagli spettri (The Haunted Man, 1848), Il grillo sul caminetto (The Cricket on the Hearth, 1845) e La lotta per la vita (The Battle for Life, 1846). Questo personaggio è tirchio, avaro, con un cuore di ghiaccio. Disprezza il Natale che considera solo una perdita di tempo, durante lo svolgimento della storia avrà un cambiamento di carattere.

## Biografia del personaggio
La storia di Ebenezer Scrooge, avaro banchiere londinese, è raccontata nel Canto di Natale, racconto in 5 atti, in cui riceve la visita di 3 spiriti.
Atto primo
Durante il primo atto viene descritto Ebenezer Scrooge, un vecchio e avaro banchiere londinese che odia il Natale perché per lui è solo una pausa del periodo di lavoro, in cui non può guadagnare e, anzi, è persino costretto a pagare il suo umile contabile, Bob Cratchit, durante il giorno di Natale, nonostante non lavori. Scrooge dà a Cratchit uno stipendio da fame, e lo incentiva con la sua rabbia a presentarsi al lavoro anche il Boxing Day (giorno dopo quello di Natale) molto presto per rifarsi del tempo perduto il giorno prima. D'altronde è abituato a rispondere male alle persone, come succede per due gentiluomini che gli chiedono un contributo per i poveri, o a un ragazzo venuto a elemosinare un po' di spiccioli in cambio di un allegro canto di Natale.
Nemmeno l'unico parente che ha ancora in vita, l'affettuoso nipote Fred, figlio della sorella defunta, è immune da questo trattamento. Per questo tutti odiano Scrooge e cercano di stargli alla larga il più possibile.
Scrooge vive nella casa che fu del defunto socio in affari, Jacob Marley, suo unico amico, da cui l'ha ereditata. La sera della Vigilia, il fantasma di Marley verrà a visitarlo e gli anticiperà la visita di tre spiriti per cercare di salvare la sua anima dal lavoro eterno, a cui sarà condannato per non amare.
Lo spirito del Natale passato

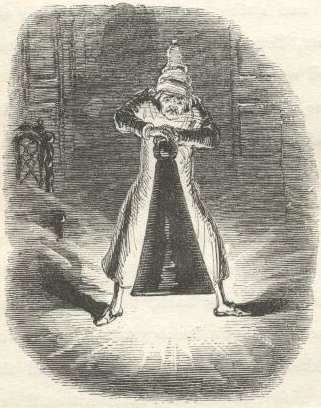
Scrooge tenta di scacciare lo spirito del Natale passato

Il primo spirito mostrerà il passato di Scrooge: la sua solitudine da bambino, i suoi errori, i suoi peccati, che lo resero l'uomo che è tuttora. Straziato da questa visione, Scrooge scaccerà lo spirito.

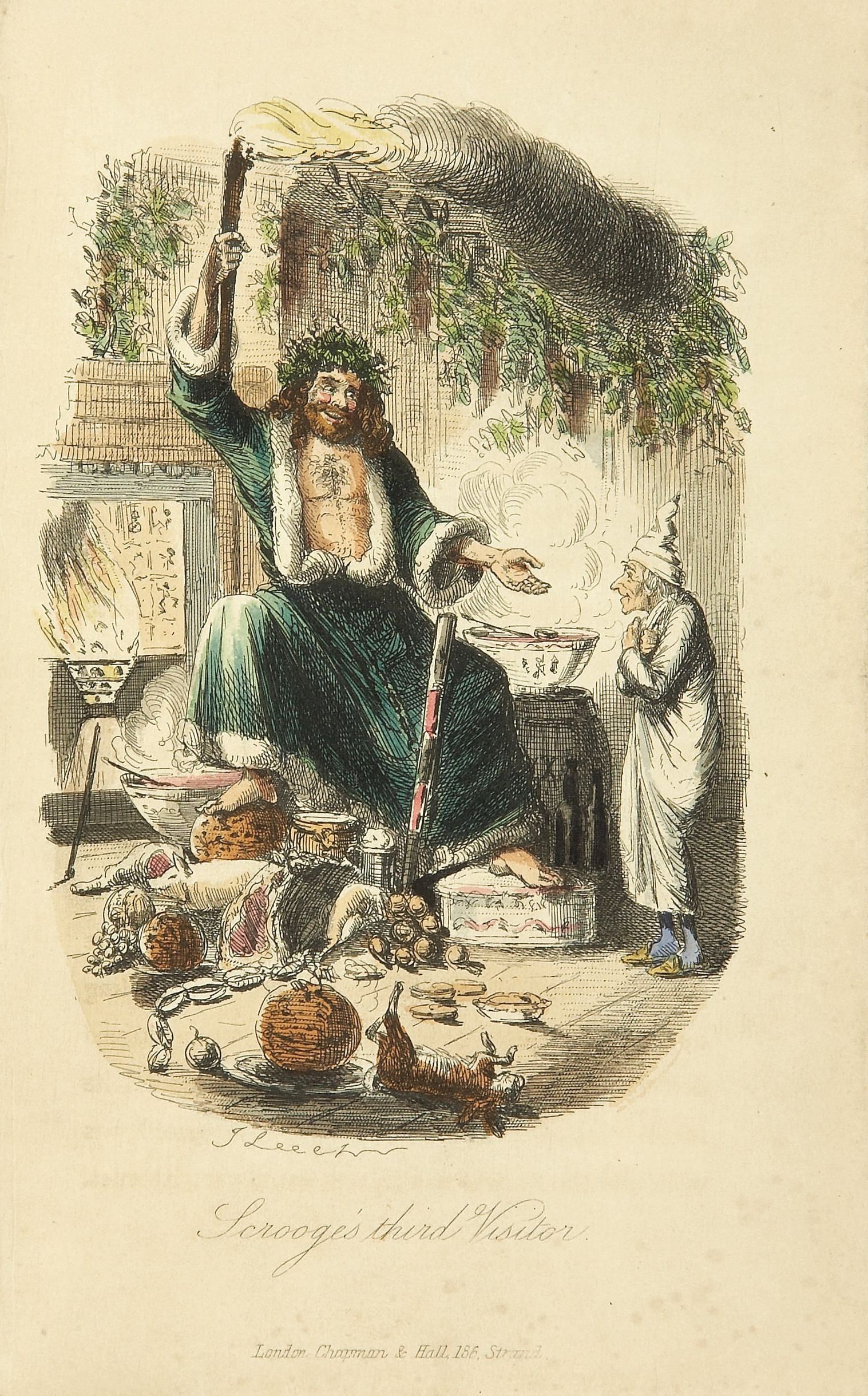
Lo spirito del Natale presente
Il secondo spirito mostrerà i festeggiamenti del Natale di molti suoi conoscenti, tra cui Fred e la famiglia Cratchit, tutti poveri ma felici, insieme, nei festeggiamenti, nonostante non siano ricchi come lui. Qui Scrooge viene a sapere dell'esistenza di Tiny Tim, il figlio minore di Bob Cratchit, piccolo bambino malato che potrebbe presto morire se non avrà delle cure, che suo padre non può permettersi con il salario da fame che riceve, e che, nonostante questo, Bob vorrà dedicare un brindisi a Scrooge. Poi lo spirito presenta a Scrooge due bambini: sono l'ignoranza e la miseria che erano nascosti sotto la sua veste, per poi morire assieme ai bambini.
Lo spirito del Natale futuro

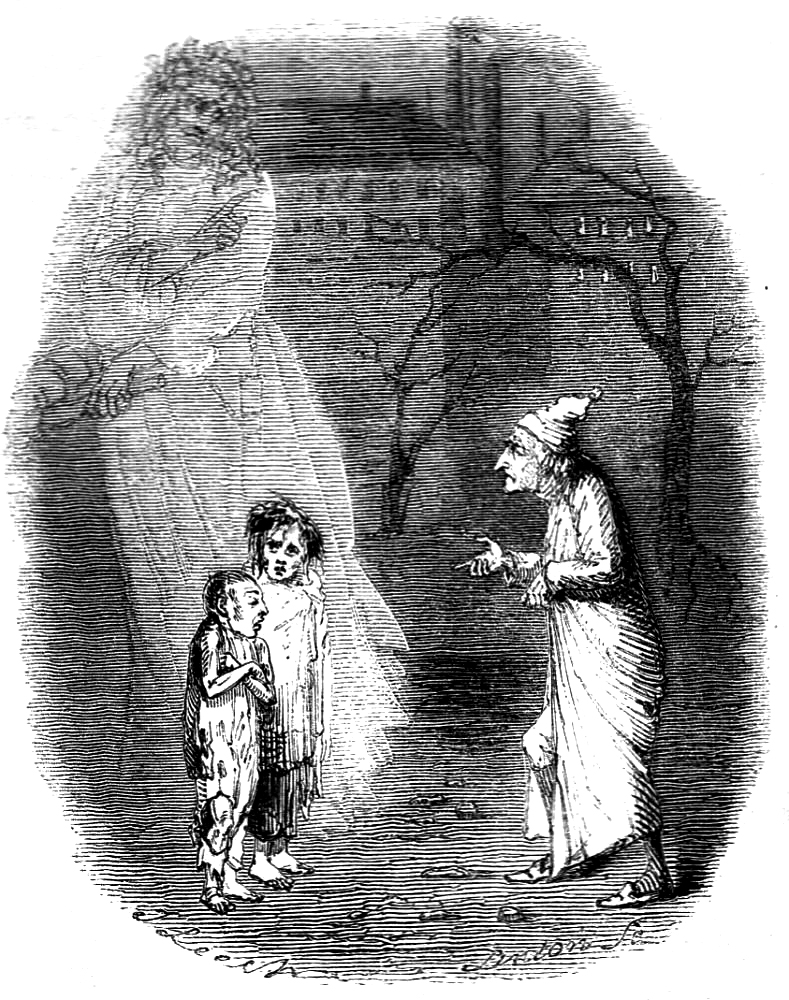
L'ignoranza e la miseria

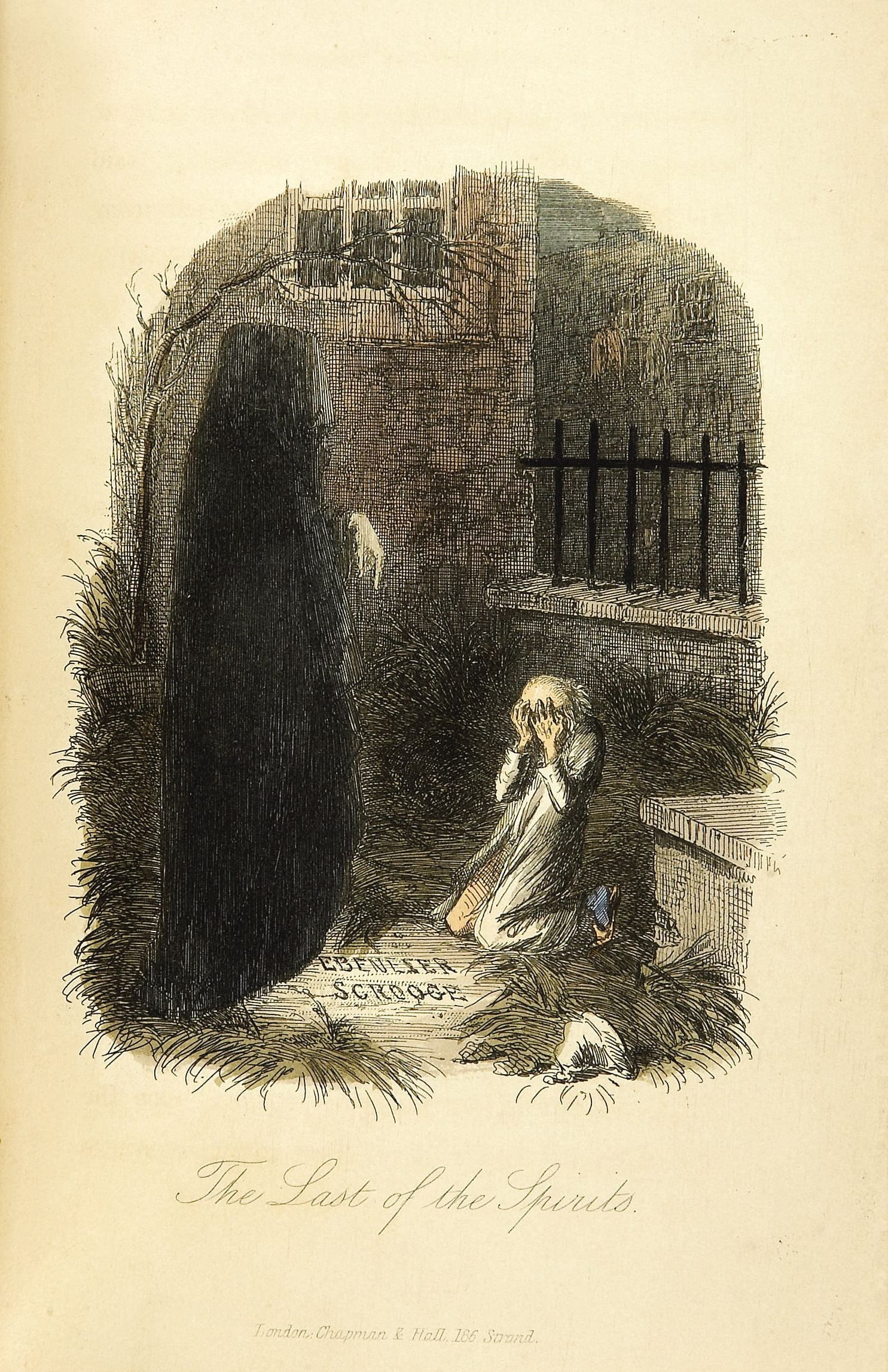
Lo spirito del Natale futuro mostra a Scrooge la sua tomba. (John Leech)

L'ultimo spirito mostra a Scrooge cosa succederà al figlio di Cratchit, il quale morirà la sera di Natale dell'anno successivo, e la derisione e la freddezza che la gente ha per un altro lutto, quello di un vecchio molto tirchio e odiato da tutti. Si scoprirà chi è questa persona quando il duro spirito condurrà Scrooge alla lapide, dove potrà leggere: Ebenezer Scrooge. In questo momento il vecchio uomo, comprendendo che se non cambierà troverà una dolorosa morte ad attenderlo, si pente di tutto ciò che ha fatto e si risveglierà nel suo letto.
Il ravvedimento
La mattina dopo è il giorno di Natale. Forte della lezione ricevuta, manda un ragazzo a comprare il più grosso tacchino in vendita ad un negozio vicino e, premiandolo generosamente, glielo fa portare a casa di Bob Cratchit. In seguito esce per strada salutando tutti con affabilità e trova la forza di presentarsi a casa di suo nipote, che lo invitava ogni anno invano a passare il cenone di Natale insieme: accolto con calore, passa il più bel Natale della sua vita. La mattina dopo, nel suo ufficio, aspetta l'arrivo di Cratchit, che si presenta in ritardo e, ancora ignaro del cambiamento del suo datore di lavoro, in un primo momento lo prende per pazzo, ma deve ricredersi, poiché Scrooge comincerà davvero a trattarlo da amico, da quel momento, dandogli prima di tutto un notevole aumento di stipendio e le vacanze tanto meritate, scusandosi con lui, per poi promettersi che si prenderà cura della sua famiglia e soprattutto di Timmy.
Grazie al migliore salario del padre, Timmy riesce ad essere curato e guarisce, facendo acquistare al vecchio uomo la fiducia e poi l'affetto di tutta famiglia, facendolo diventare amato da tutti per ciò che è diventato: non gli importa che qualcuno lo derida, perché è quello che succede alle persone stupide quando le cose cambiano e non si riescono a capire. L'importante è solo che si trovi la pace dell'anima.

## Aspetto fisico
Ebenezer Scrooge, descritto nel racconto come un vecchio e ricco borghese senza moglie e figli, viene sempre rappresentato nei film da attori di altezza non molto elevata (poiché all'epoca del racconto le persone erano mediamente più basse rispetto al ventunesimo secolo), e a volte con addosso gli occhiali.
Dickens lo descrive come un uomo tanto avaro da spendere il minimo indispensabile su ogni cosa, compresa la cura della propria persona e il suo aspetto fisico: indossa vestiti piuttosto vecchi e trasandati, nascosti sotto una giacca di raso un po' più pregiata che indossa al solo scopo di fare una buona impressione ai suoi clienti. Poiché, sempre per risparmiare, mangia solo il minimo indispensabile per saziarsi, ha un aspetto magro e asciutto, e inoltre ha una postura leggermente gobba, dovuta al lungo tempo trascorso seduto al suo scranno a lavorare e contare i soldi.

## Riferimenti culturali
- Al personaggio di Ebenezer Scrooge si è ispirato Carl Barks per il suo Paperon de' Paperoni, che infatti ha il nome originale inglese di Scrooge McDuck.
- Al suo personaggio si è ispirato anche il cantante rock Alice Cooper, che ha intitolato una propria canzone Make That Money (Scrooge's Song) dell'album del 1982, Zipper Catches Skin.
- Scrooge fa una breve apparizione nel romanzo filosofico Il mondo di Sofia di Jostein Gaarder; nell'opera, il suo scontro con la piccola fiammiferaia funge da prova empirica delle diseguaglianze sociali del XIX secolo per la protagonista, Sofia Amundsen.

## Interpreti

### Cinema e televisione
| Anno | Ebenezer Scrooge                              | Cinema / Televisione |
| ---- | --------------------------------------------- | --- |
| 1901 | Daniel Smith                                  | Scrooge, or, Marley's Ghost, cortometraggio muto (UK), diretto da Walter R. Booth                                                     |
| 1908 | Tom Ricketts                                  | A Christmas Carol, cortometraggio muto (USA) <perduto>                                                                                |
| 1910 | Marc McDermott                                | A Christmas Carol, cortometraggio muto (USA), regia di J. Searle Dawley, Charles Kent e Ashley Miller                                 |
| 1910 | ??                                            | Il sogno dell'usuraio, cortometraggio muto (Italia) <perduto>                                                                         |
| 1913 | Seymour Hicks                                 | Scrooge, film muto (UK), regia di Leedham Bantock                                                                                     |
| 1914 | Charles Rock                                  | A Christmas Carol, cortometraggio muto (UK), diretto da Harold M. Shaw                                                                |
| 1916 | Rupert Julian                                 | The Right to Be Happy, film muto (USA), regia di Rupert Julian                                                                        |
| 1922 | Henry V. Esmond                               | Scrooge, cortometraggio muto (UK), regia di George Wynn                                                                               |
| 1923 | Russell Thorndike                             | Scrooge, cortometraggio muto (UK), regia di Edwin Greenwood                                                                           |
| 1928 | Bransby Williams                              | Scrooge, cortometraggio (UK), regia di Hugh Croise                                                                                    |
| 1935 | Seymour Hicks                                 | Scrooge, film (UK), regia di Henry Edwards                                                                                            |
| 1938 | Reginald Owen                                 | A Christmas Carol, film (USA), regia di Edwin L. Marin                                                                                |
| 1943 | William Podmore                               | A Christmas Carol, film TV (USA), regia di George Lowther                                                                             |
| 1944 | ??                                            | A Christmas Carol, film TV (USA) |
| 1945 | Norman Pellegrini                             | A Christmas Carol, film TV (USA), regia di Beulah Zachary                                                                             |
| 1947 | Jesús Tordesillas                             | Leyenda de Navidad, film (Spain), regia di Manuel Tamayo                                                                              |
| 1947 | John Carradine                                | A Christmas Carol, film TV (USA), regia di James Caddigan                                                                             |
| 1948 | Dennis King                                   | A Christmas Carol, film TV (USA), regia di Fred Coe                                                                                   |
| 1949 | Taylor Holmes                                 | The Christmas Carol, cortometraggio TV (USA), regia di Arthur Pierson                                                                 |
| 1950 | Bransby Williams                              | A Christmas Carol, film TV (UK) |
| 1951 | Alastair Sim                                  | Lo schiavo dell'oro (Scrooge), film (UK), regia di Brian Desmond Hurst                                                                |
| 1951 | Ralph Richardson                              | A Christmas Carol, film TV (USA), regia di Gordon Duff                                                                                |
| 1952 | Malcolm Keen                                  | A Christmas Carol, film TV (USA) - episodio della serie Kraft Theatre                                                                 |
| 1953 | Paolo Stoppa                                  | Non è mai troppo tardi, film (Italia), regia di Filippo Walter Ratti                                                                  |
| 1953 | Noel Leslie                                   | A Christmas Carol, film TV (USA) - episodio della serie Kraft Theatre                                                                 |
| 1954 | Fredric March                                 | A Christmas Carol, film TV (USA), regia di Ralph Levy - episodio della serie Shower of Stars                                          |
| 1955 | Hugo Griffith                                 | The Merry Christmas, film TV (UK). |
| 1955 | Jonathan Harris                               | A Christmas Carol, film TV (USA). |
| 1956 | Basil Rathbone                                | The Stingiest Man in Town, film TV (USA), regia di Daniel Petrie.                                                                     |
| 1957 | John McIntire                                 | The Trail to Christmas, film TV (USA), regia di James Stewart - episodio della serie General Electric Theater                         |
| 1958 | Stephen Murray                                | The Merry Christmas, film TV (UK), regia di Ronald Marriott                                                                           |
| 1959 | Basil Rathbone                                | A Christmas Carol, film TV (UK), regia di Neil McGuire - episodio della serie Fredric March Presents                                  |
| 1962 | Jim Backus (voice)                            | Mister Magoo's Christmas Carol, film d'animazione TV (USA) - versione musicale                                                        |
| 1962 | Stephen Manton                                | A Christmas Carol, film TV (UK) - versione musicale                                                                                   |
| 1964 | Cyril Ritchard                                | Mr. Scrooge, film TV (Canada), regia di Bob Jarvis                                                                                    |
| 1966 | Luis Prendes                                  | Leyenda de Navidad, film TV (Spain), regia di Alberto González Vergel                                                                 |
| 1969 | Sidney James                                  | Carry on Christmas, film TV (UK), regia di Ronnie Baxter                                                                              |
| 1969 | Ron Haddrick (voce)                           | A Christmas Carol, film d'animazione TV (Australia), regia di Zoran Janjic                                                            |
| 1970 | Albert Finney                                 | La più bella storia di Dickens (Scrooge), film (UK), regia di Ronald Neame                                                            |
| 1971 | Alastair Sim (voce)                           | A Christmas Carol, cortometraggio d'animazione TV (USA), regia di Richard Williams                                                    |
| 1977 | Michael Hordern                               | A Christmas Carol, film TV (UK), regia di Moira Armstrong                                                                             |
| 1978 | Rich Little (imitando la voce di W.C. Fields) | A Christmas Carol, film TV (Canada), regia di Trevor Evans                                                                            |
| 1978 | Walter Matthau (voce)                         | The Stingiest Man in Town, film TV d'animazione (USA), regia di Jules Bass e Arthur Rankin Jr.                                        |
| 1981 | William Paterson                              | A Christmas Carol, film TV (USA), regia di Laird Williamson                                                                           |
| 1983 | Alan Young (Paperon de' Paperoni, voce)       | Canto di Natale di Topolino (Mickey's Christmas Carol), cortometraggio d'animazione (USA), regia di Burny Mattinson                   |
| 1984 | George C. Scott                               | Una favola fantastica (A Christmas Carol), film TV (UK-USA), regia di Clive Donner                                                    |
| 1988 | Bill Murray (Francis Xavier Cross)            | S.O.S. fantasmi (Scrooged), film (USA), regia di Richard Donner                                                                       |
| 1992 | Michael Caine                                 | Festa in casa Muppet (The Muppet Christmas Carol), film a pupazzi (USA), regia di Brian Henson                                        |
| 1994 | Garry Chalk (voce)                            | A Christmas Carol, video d'animazione (USA), regia di Toshiyuki Hiruma e Takashi                                                      |
| 1997 | Tim Curry (voce)                              | A Christmas Carol, video d'animazione (USA), regia di Stan Phillips                                                                   |
| 1998 | Ernest Borgnine (Carface, voce)               | Anche i cani vanno in paradiso - Un racconto di Natale (An All Dogs Christmas Carol), film di animazione (USA), regia di Paul Sabella |
| 1998 | Jack Palance                                  | Ebenezer, film TV (Canada), regia di Ken Jubenvill                                                                                    |
| 1999 | Patrick Stewart                               | Canto di Natale / A Christmas Carol, film TV (USA), regia di David Hugh Jones                                                         |
| 2000 | Ross Kemp (Eddie Scrooge)                     | A Christmas Carol, film TV (USA), regia di Catherine Morshead                                                                         |
| 2001 | Simon Callow (voce)                           | Christmas Carol: The Movie, film d'animazione (UK), regia di Jimmy T. Murakami                                                        |
| 2001 | Dean Jones                                    | Scrooge and Marley, film TV (USA), regia di Fred Holmes                                                                               |
| 2004 | Kelsey Grammer                                | A Christmas Carol, film (USA), regia di Arthur Allan Seidelman                                                                        |
| 2006 | Tim Bentick (voce)                            | A Christmas Carol, film d'animazione (USA), regia di Ric Machin                                                                       |
| 2008 | Morwenna Banks (Barbie, voce)                 | Barbie e il canto di Natale (Barbie in a Christmas Carol), film d'animazione (USA), regia di William Lau                              |
| 2009 | Jim Carrey (voce)                             | A Christmas Carol, film d'animazione (USA), regia di Robert Zemeckis                                                                  |
| 2009 | Catherine Tate (Nan)                          | Nan's Christmas Carol, film TV, regia di Gordon Anderson - episodio della serie The Catherine Tate Show                               |
| 2011 | George Lopez (Brontolone, voce)               | I Puffi - A Christmas Carol (The Smurfs: A Christmas Carol), cortometraggio d'animazione, regia di Troy Quane                         |
| 2012 | Vincent Fegan                                 | A Christmas Carol, film (Irlanda), regia di Jason Figgis                                                                              |
| 2015 | Anthony D.P. Mann                             | A Christmas Carol, film (Canada), regia di Anthony D.P. Mann                                                                          |
| 2017 | Christopher Plummer                           | Dickens - L'uomo che inventò il Natale, film (UK), regia di Bharat Nalluri                                                            |
| 2019 | Guy Pearce                                    | A Christmas Carol series, miniserie (UK), regia e direzione di Nick Murphy                                                            |
| 2022 | Luke Evans (voce e canto)                     | Scrooge: A Christmas Carol, film d'animazione (UK), regia di Stephen Donnelly                                                         |

### Radio
- Lionel Barrymore sulla radio dagli anni 30 agli anni 40
- John Barrymore sulla radio, nel 1930

### Animazione
- Mr. Magoo in Mister Magoo's Christmas Carol nel 1962
- Yosemite Sam in Canto di Natale di Bugs Bunny nel 1979
- Paperon de' Paperoni[1] in Canto di Natale di Topolino nel 1983
- Fred Flintstone in Concerto di Natale con i Flintstones nel 1994
- Crudelia De Mon in La carica dei 101 - La serie nel 1997
- Carface in Anche i cani vanno in paradiso - Un racconto di Natale nel 1998
- Tappo in Winnie the Pooh: Ro e la magia della primavera nel 2004
- Daffy Duck in Looney Tunes: Canto di Natale nel 2006
- Barbie in Barbie e il canto di Natale nel 2008
- Brontolone in I Puffi - A Christmas Carol nel 2011
- Montgomery Burns negli special natalizi de I Simpson

### Testi
- (EN)  Charles Dickens, The Christmas Books, ed. M. Slater. Penguin, 1971, 2 vol.

### Critica
- (EN)  Introduction to The Christmas Books. Penguin, 1971, 1st vol.
- (EN)  Introduction to The Christmas Carol. Penguin, 1971, 1st vol.
- M. Praz, Storia della letteratura inglese. Firenze, Sansoni, 1978.